# Elliptio roanokensis
Elliptio roanokensis је шкољка из реда Unionoida и фамилије Unionidae.

## Угроженост
Ова врста са високим ризиком од изумирања, и сматра се скоро угроженим таксоном.

## Распрострањење
Ареал врсте је ограничен на једну државу. 
Сједињене Америчке Државе су једино познато природно станиште врсте, тачније у државама Вирџинија, Јужна Каролина, Северна Каролина и Џорџија.

## Станиште
Станиште врсте су слатководна подручја.